# Augusto César Alves Ferreira da Silva
Augusto César Alves Ferreira da Silva C.M. (Celorico de Basto, 15 de março de 1932) é um bispo católico português, actual bispo emérito de Portalegre-Castelo Branco.

## Biografia
D. Augusto César nasceu em Celorico de Basto a 15 de março de 1932.
Em 1946 entrou para o Seminário de São José, em Felgueiras, tendo prosseguido para o noviciado em Santander, no norte de Espanha, durante dois anos. Após terminar os seus estudos filosóficos e teológicos no Seminário Maior de Santa Teresinha.
Foi ordenado presbítero a 24 de junho de 1960. Seguiu então para Moçambique onde ficou responsável por alguns seminários e foi eleito provincial da Congregação da Missão (Padres Vicentinos) em Portugal.
A 28 de fevereiro de 1972 foi nomeado bispo de Tete, em Moçambique, pelo Papa Paulo VI, sucedendo a Félix Nisa Ribeiro. A ordenação episcopal decorreu a 21 de maio do mesmo ano, na igreja da Casa de São Vicente, e foi presidida pelo patriarca D. António Ribeiro e teve como co-ordenantes os arcebispos António de Castro Xavier Monteiro e Manuel Maria Ferreira da Silva. Toma posse da diocese a 9 de agosto acabando por deixar o cargo a 16 de agosto de 1976, numa altura marcada pela descolonização portuguesa das colónias ultramarinas.
Em 28 de setembro de 1978 foi nomeado bispo da Diocese de Portalegre-Castelo Branco pelo Papa João Paulo I. Foi também nomeado presidente da Comissão Episcopal das Missões e da Comissão Episcopal do Clero, Seminários e Vocações, durante vários mandatos.
O pedido de resignação ao governo da diocese foi aceite em maio de 2003 e deixou o cargo com a nomeação do seu sucessor, a 22 de abril de 2004.